# RemoveDEBRIS
RemoveDEBRIS ist ein Satellit, der verschiedene Technologien im All erproben soll, um Weltraummüll zu beseitigen. Die experimentelle Satellitenplattform wurde am 4. April 2018 mit der SpaceX-Mission CRS-14 zur ISS gebracht und am 20. Juni 2018 in einem Orbit ausgesetzt. Die Mission steht unter der Leitung der University of Surrey.

## Konsortium
RemoveDEBRIS wurde von einem internationalen Konsortium geplant und gefertigt. Hierzu gehören:
- Surrey Space Centre/University of Surrey  Vereinigtes Königreich: Koordination, Subsatelliten, Segel
- ArianeGroup, vormals Airbus Safran Launchers ( Frankreich): Satellitensteuerung
- Surrey Satellite Technology ( Vereinigtes Königreich): Plattform und Avionik
- Airbus ( Vereinigtes Königreich): Harpune
- Airbus ( Deutschland): Netz
- Airbus ( Frankreich): Visuelle Identifikation
- Centre Suisse d’Electronique et de Microtechnique ( Schweiz): Visuelle Identifikation
- Institut national de recherche en informatique et en automatique ( Frankreich): Visuelle Identifikation
- Innovative Solutions In Space ( Niederlande): Mechanismus zum Aussetzen der Subsatelliten
- Universität Stellenbosch ( Südafrika): Subsatelliten

## Mission
RemoveDEBRIS wird verschiedene Methoden testen, wie Weltraummüll effektiv beseitigt werden kann. Hierzu wird der Satellit eigene Subsatelliten als Ziele aussetzen.

### Netz
Im September 2018 setzte RemoveDEBRIS einen Subsatelliten mit der Bezeichnung DebrisSAT-1 (DS-1) aus. Mit einem Ballon wurde dessen Stirnfläche stark vergrößert, so dass sich die Bremswirkung der Restatmosphäre stärker auswirkte und er sich von RemoveDEBRIS entfernte. RemoveDEBRIS fing DS-1 mit einem Netz wieder ein.

### Visuelle Identifikation
Ein weiterer Subsatellit, DebrisSAT-2 (DS-2) wurde am 28. Oktober 2018 als Ziel für das zweite Experiment verwendet. Hierbei verwendete RemoveDEBRIS eine 2D-Kamera und ein 3D-Lidar-Gerät, um DS-2 zu beobachten und seine Position und Geschwindigkeit zu bestimmen.

### Harpune
Am 8. Februar 2019 wurde ein drittes Experiment durchgeführt. Dabei wurde eine Harpune auf ein Ziel abgeschossen, das sich am Ende eines Auslegers mit 1,5 Metern Länge befand.

### Segel
Das letzte Experiment war für März 2019 geplant. Es sollte die Möglichkeit erforschen, mit Hilfe eines aufblasbaren Segels den Wiedereintritt zu beschleunigen. Ohne dieses Segel würde RemoveDEBRIS nach Ende der Experimente noch über 2,5 Jahre im Orbit bleiben. Durch das Segel sollte die Bahnhöhe so schnell verringert werden, dass der Satellit bereits nach 8 Wochen verglüht. Tatsächlich befand er sich Mitte 2019 immer noch in einer Umlaufbahn in 398–403 km Höhe. Anfang Dezember 2021 trat der Satellit schließlich passiv in die Erdatmosphäre ein.